# Bontoc
Bontoc é um município de  segunda classe de renda municipal (d) na província Província da Montanha, nas Filipinas. De acordo com o censo de 1 de maio  de  2020 possui uma população de 24 104 pessoas e 6 452 domicílios.